# Campeonato Mundial de Halterofilismo de 2013 - Até 75 kg feminino
A categoria até 75 kg feminino foi um evento do Campeonato Mundial de Halterofilismo de 2013, disputado no Salão do Centenário, em Breslávia, na Polónia, no dia 25 de outubro de 2013. 

## Calendário
Horário local (UTC+2)
| Dia           | Horário | Fase    |
| ------------- | ------- | ------- |
| 25 de outubro | 12:00   | Grupo B |
| 25 de outubro | 19:55   | Grupo A |

## Medalhistas
| Evento    | Ouro                       | Ouro   | Prata                | Prata  | Bronze                     | Bronze |
| --------- | -------------------------- | ------ | -------------------- | ------ | -------------------------- | ------ |
| Arranque  | Kang Yue (CHN)             | 126 kg | Lidia Valentín (ESP) | 122 kg | Nadezhda Evstyukhina (RUS) | 120 kg |
| Arremesso | Nadezhda Evstyukhina (RUS) | 157 kg | Kang Yue (CHN)       | 150 kg | Lidia Valentín (ESP)       | 138 kg |
| Total     | Nadezhda Evstyukhina (RUS) | 277 kg | Kang Yue (CHN)       | 276 kg | Lidia Valentín (ESP)       | 260 kg |

## Recordes
Antes desta competição, o recorde mundial da prova era o seguinte:
| Recorde         | Tipo      | Atleta                     | Peso   | Local    | Data                   |
| Recorde Mundial | Arranque  | Natalya Zabolotnaya (RUS)  | 135 kg | Belgorod | 17 de dezembro de 2011 |
| Recorde Mundial | Arremesso | Nadezhda Evstyukhina (RUS) | 163 kg | Paris    | 10 de dezembro de 2011 |
| Recorde Mundial | Total     | Natalya Zabolotnaya (RUS)  | 296 kg | Belgorod | 17 de dezembro de 2011 |

## Resultado
Os resultados foram os seguintes. 
| Pos.              | Atleta                            | Grupo | Peso  | Arranque (kg) | Arranque (kg) | Arranque (kg) | Arranque (kg)     | Arremesso (kg) | Arremesso (kg) | Arremesso (kg) | Arremesso (kg)    | Total |
| Pos.              | Atleta                            | Grupo | Peso  | 1             | 2             | 3             | Resultado         | 1              | 2              | 3              | Resultado         | Total |
| ----------------- | --------------------------------- | ----- | ----- | ------------- | ------------- | ------------- | ----------------- | -------------- | -------------- | -------------- | ----------------- | ----- |
| Medalha de ouro   | Nadezhda Evstyukhina (RUS)        | A     | 74.14 | 120           | 125           | 125           | Medalha de bronze | 150            | 157            | 163            | Medalha de ouro   | 277   |
| Medalha de prata  | Kang Yue (CHN)                    | A     | 74.61 | 122           | 126           | 131           | Medalha de ouro   | 150            | 150            | 150            | Medalha de prata  | 276   |
| Medalha de bronze | Lidia Valentín (ESP)              | A     | 74.08 | 117           | 122           | 122           | Medalha de prata  | 138            | 146            | 146            | Medalha de bronze | 260   |
| 4                 | Cinthya Domínguez (MEX)           | A     | 73.10 | 103           | 106           | 109           | 4                 | 127            | 131            | 135            | 4                 | 244   |
| 5                 | Marie-Ève Beauchemin-Nadeau (CAN) | A     | 74.92 | 100           | 103           | 106           | 6                 | 130            | 135            | 139            | 5                 | 241   |
| 6                 | Hanna Kozenko (UKR)               | A     | 74.05 | 98            | 101           | 104           | 7                 | 124            | 128            | 133            | 6                 | 232   |
| 7                 | Ewa Mizdal (POL)                  | A     | 73.89 | 100           | 103           | 106           | 5                 | 125            | 129            | 130            | 7                 | 231   |
| 8                 | Alejandra Garza (MEX)             | A     | 74.05 | 97            | 100           | 102           | 8                 | 118            | 120            | 122            | 8                 | 224   |
| 9                 | Kanyaluk Choomanee (THA)          | B     | 74.94 | 98            | 100           | 102           | 9                 | 120            | 124            | 124            | 11                | 222   |
| 10                | Rosa Tenorio (ECU)                | B     | 73.06 | 95            | 99            | 101           | 10                | 115            | 120            | 124            | 10                | 221   |
| 11                | Monique Araújo (BRA)              | B     | 74.46 | 93            | 98            | 101           | 11                | 117            | 117            | 117            | 12                | 218   |
| 12                | Patrycja Piechowiak (POL)         | B     | 70.28 | 92            | 95            | 96            | 12                | 115            | 119            | 120            | 13                | 211   |
| 13                | Figen Kaya (TUR)                  | B     | 69.01 | 85            | 88            | 88            | 13                | 105            | 110            | 113            | 14                | 201   |
| —                 | Jaqueline Ferreira (BRA)          | A     | 74.55 | 100           | 100           | 102           | —                 | 121            | 126            | 126            | 9                 | —     |
| —                 | Lucia Trojčáková (SVK)            | B     | 69.73 | 87            | 87            | 88            | —                 | —              | —              | —              | —                 | —     |
| DSQ               | Olga Zubova (RUS)                 | A     | 74.00 | 120           | 125           | 125           | —                 | 151            | 151            | 157            | —                 | —     |